# Elefthériosz Venizélosz nemzetközi repülőtér
Az Athéni nemzetközi repülőtér átirányít ide. A korábbi, bezárt repülőteret lásd itt: Ellinikon nemzetközi repülőtér

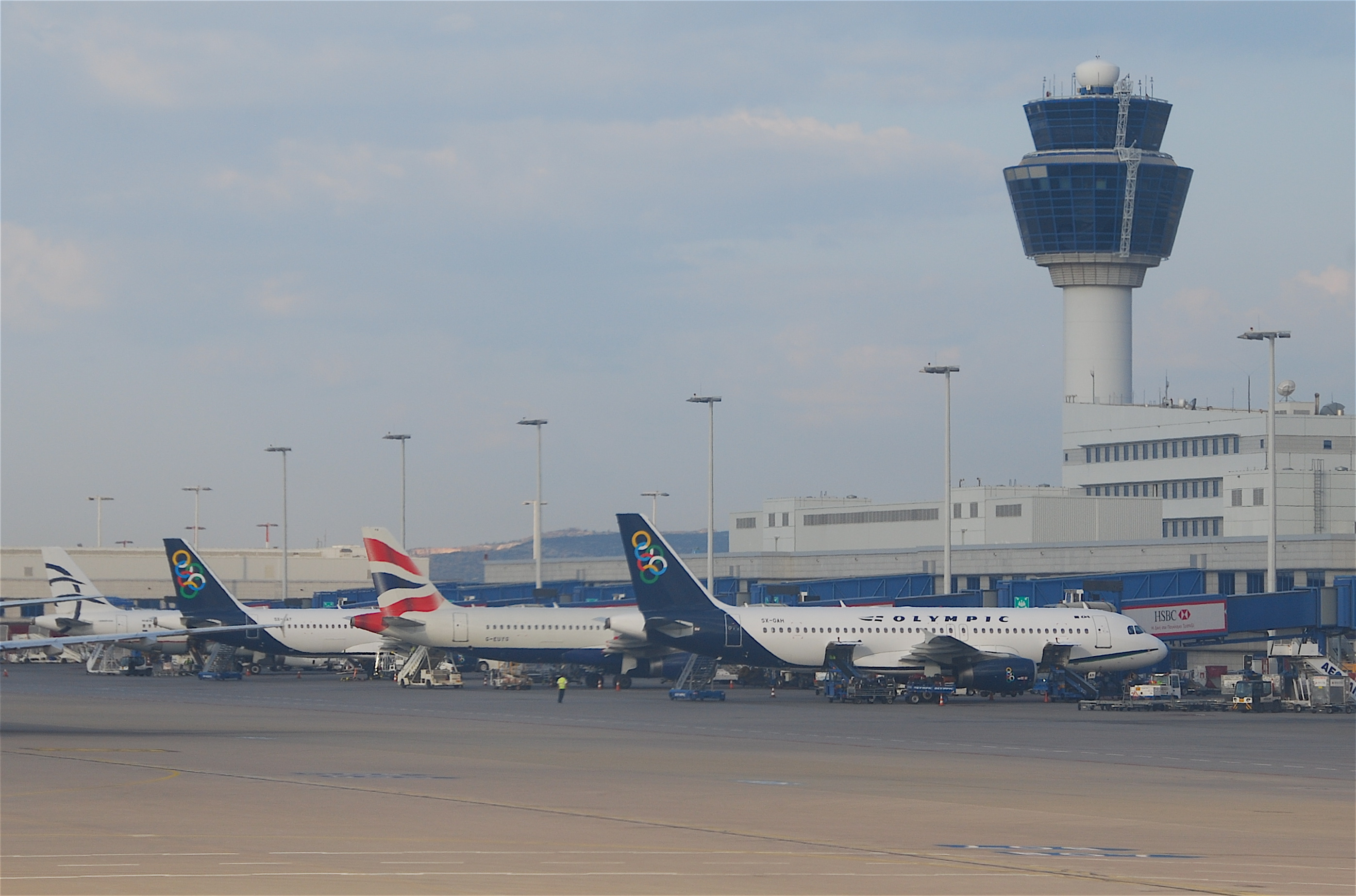
Terminal B

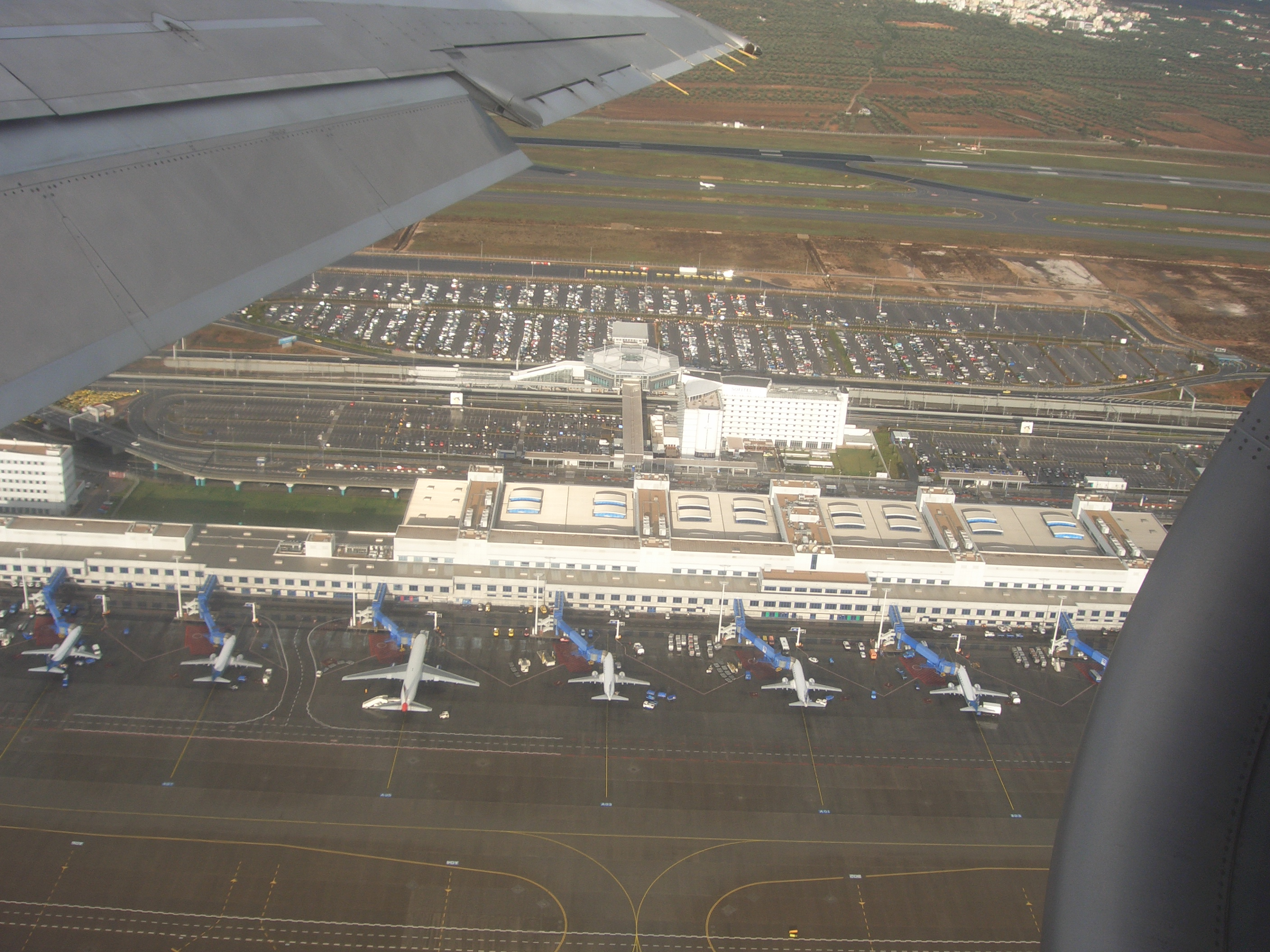
A repülőtér madártávlatból

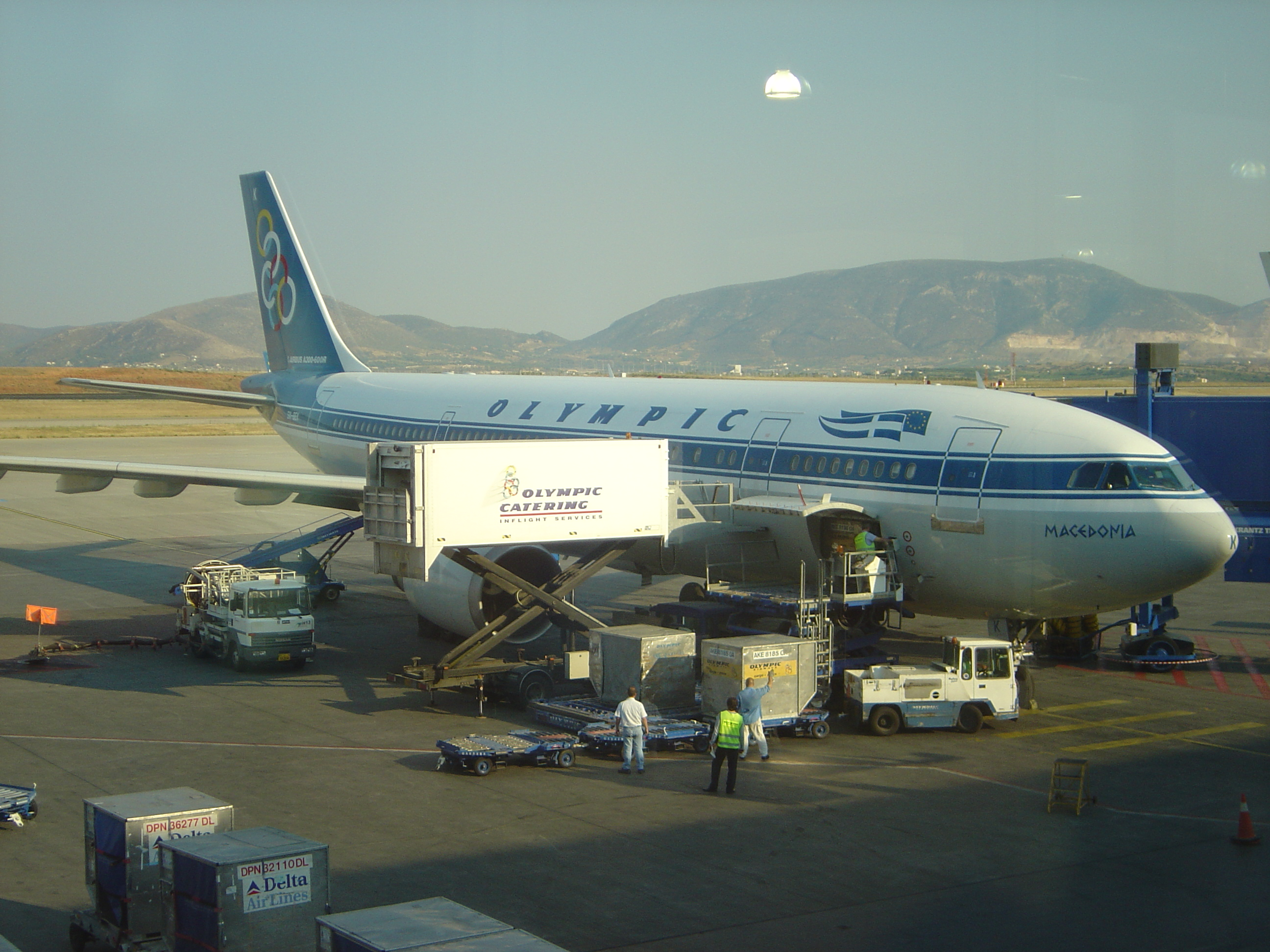
Olympic Airways Airbus 300 – 600 R

Az Elefthériosz Venizélosz nemzetközi repülőtér (görögül: Διεθνής Αερολιμένας Αθηνών «Ελευθέριος Βενιζέλος») (IATA: ATH, ICAO: LGAV) Athén nemzetközi repülőtere. A repülőtér 30 km-re keletre található Athéntól, Spáta település közelében.
Működését 2001. március 29-én kezdte meg. A régi Ellinikon repülőteret váltotta fel, amely 60 éven keresztül szolgált, mint athéni légikikötő. Nevét az egyik legnagyobb görög politikusról kapta: Elefthériosz Venizélosz Görögország miniszterelnökeként megalapította a görög repüléssel foglalkozó minisztériumot és lefektette a görög polgári repülés alapjait.
A repülőtér jelenleg az Aegean Airlines és leányvállalata, az Olympic Air bázisául szolgál. 2014. április elsejétől a Ryanair is alapított itt egy helyi bázist. Ez kibővült a Volotea és a Wizz Air helyi bázisával is.
2013-ban a 35. legforgalmasabb európai repülőtér volt.

## Történet
Az új repülőtér kialakításának és az Ellenikon repülőtér átköltöztetésének ötlete a katonai hunta (Ezredesek diktatúrája) alatt merült fel. Az Ellenikon repülőtér kibővítésének ötletét elvetették, mivel ekkorra már lakónegyedek vették körül. Az 1974-es diktatúra leverése után a repülőtér építésével tovább foglalkoztak. 1976-ban az akkori görög kormány terveket készíttetett az új repülőtér lehetséges helyeiről, a választás a Spáta településhez közel fekvő területre esett. Az 1970-es évek végén, a tervek elkészítését követően megkezdődtek az első előmunkálatok, de az olajválság miatt a kivitelezés 1981 decemberében teljesen leállt.
1987-ben az kormány az athéni metró tervei mellett a repülőtér kérdését is előtérbe vette, de a költségek finanszírozása hiányában el is vetette. Az 1990-es évek elején az Ellenikon egyre növekvő utas- és teherforgalma miatt egy korszerűbb repülőtér építésének terve megint a középpontba került. Ezt a nagyszabású állami beruházást az Európai Unió is támogatta, emellett magáncégeket is bevontak.
1995. július 31-én a nemzetközi tender lezárult, a Hochtief a tőke 39,97%-ával, az állam az 55%-ával járult hozzá a költségekhez, és közösen elkezdték az új repülőtér építését. Az alapkövet Konsztandinosz Szimitisz miniszterelnök helyezte el 1996. szeptember 5-én. Az építkezés összesen 51 hónapig tartott, és 2000 szeptemberében, az ütemtervnél öt hónappal korábban fejeződött be. Ezt követte egy öthónapos tesztelési időszak. Hivatalosan 2001. március 27-én adta át Konsztandinosz Szimitisz. Előtte egy éjszaka alatt költözött át a régi Ellinikon repülőtérről az Olympic Airways összes egysége.
Első járat fogadása: OA 424 YUL – ATH 14:59 (athéni idő) 2001.03.28.
Első járat indulása: KL 1572 ATH – AMS 06:00 (athéni idő) 2001.03.29.
A legnagyobb napi utasforgalom az athéni Bajnokok Ligája-döntő idején volt: 2007. május 27-én egy 24 óra alatt 85 ezer ember haladt át a reptéren.
2013-as évben európa 35. legforgalmassabb repülőtere volt, ami 2016-ra már a 27. helyre emelkedett 2001530 utas számmal.
2017.Március 18-án aláírásra került további 20 évre az üzemeltetési engedélye.

## Lényeges adatok
IATA-kódja ATH, ami korábban Ellinikon repülőtéré volt, ICAO-kódja LGAV.
A repülőtér egy központi terminálból áll (MTB – Main Terminal Building), távolabb egy szatellit-terminál tartozik hozzá.
Két aszfaltfelülettel ellátott kifutópályája van:
- 03R/21L 4000 méter hosszú és 45 méter széles
- 03L/21R 3800 méter hosszú és 45 méter széles

Mindkét kifutópálya ILS rendszerrel felszerelt.
Frekvenciák
- Athens Approach: 132,975 MHz
- Athens Approach: 130,025 MHz
- Athens Approach Director: 121,400 MHz
- Athens Departure: 128,950 MHz
- ATIS: 136,125 MHz
- ATC: 118,625 MHz és 136,275 MHz

Az athéni repülőtér a görög és a nemzetközi légügyi hatóságok engedélyével rendelkezik a világ legnagyobb utasszállító repülőgépe, az A380-as fogadására is. Az első ilyen típus egy kényszerleszállás során érkezett: 2011. április 13-án az Emirates Dubajból Manchester felé tartó járatán egy utas szívrohamot kapott. Az első menetrend szerinti járat szintén az Emirates színeiben érkezett 2012. október 26-án az EK 105/106 járatszámokon, a DXB–ATH–DXB vonalon.

## Forgalom
2007-ben az utasforgalom elérte a 16 538 403 főt, 2017-ig a rekordot. A gazdasági válság miatt az utasforgalom 2007–2008 között jelentősen csökkenni kezdett. A csökkenés 2013-ig tartott, ekkor 12 536 038 utas járt a repülőtéren. Az utasforgalom csökkenése azzal is magyarázható, hogy a válság miatt sok légitársaság leállította ide érkező járatait, többek között a United Airlines, a Thai Airways International, a Gulf Air (2014-től újraindította), a Czech Airlines, és a Singapore Airlines (2014-től szezonálisan újraindította).
A repülőtér nagyon jó adatokkal zárta 2014-et: az utasszám növekedett, elérte a 15 169 463 főt, ami az előző évhez képest 21%-os emelkedés. Az Aegean Airlines felvásárolta az Olympic Airt, illetve 30%-kal bővítette a desztinációit. A fapados légitársaságok közül a Ryanair megnyitotta regionális bázisát, és megindította járatait hat új célállomásra. 2014 júniusában a Singapore Airlines és a Gulf Air is visszatért, az Emirates, a Qatar Airways és az Etihad megnövelte a járatai számát és nagyobb kapacitású géptípusokat kezdett üzemeltetni.
Az utasforgalom az elmúlt években az alábbi módon változott:
| Utasok száma | 12 791 744 | 12 352 394 | 15 079 708 | 16 466 491 | 15 411 099 | 12 536 057 | 18 087 377 | 21 737 787 | 8 078 383 | 22 728 750 |
|              | 2001       | 2003       | 2006       | 2008       | 2010       | 2013       | 2015       | 2017       | 2020      | 2022       |

## Szerencsétlenségek

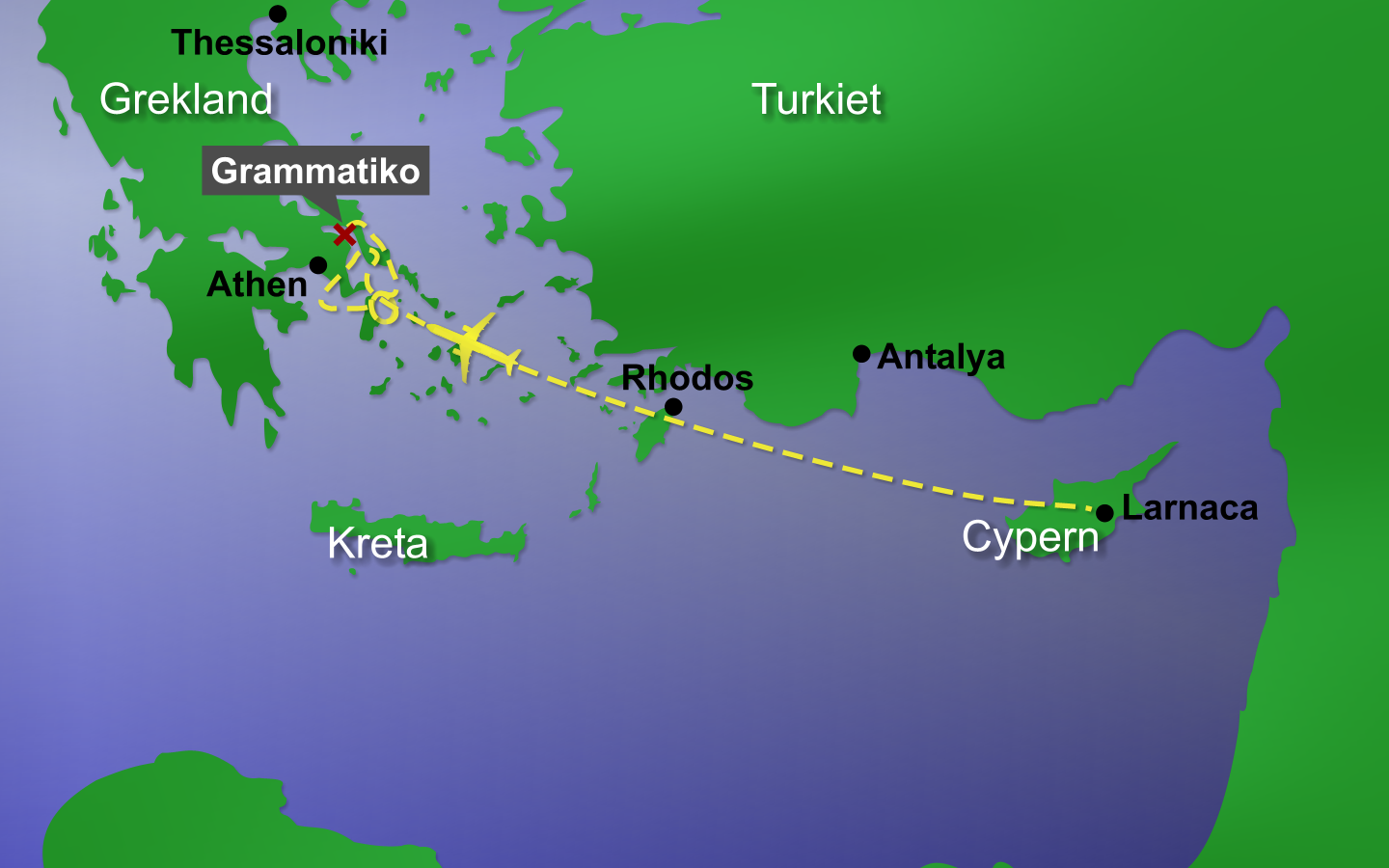
HCY 522

Az Elefthériosz Venizélosz repülőtéren közvetlenül soha nem történt baleset vagy terrorcselekmény.
Közvetetten 2005. augusztus 14-én a Helios 522 (HCY 522 LCA–ATH–PRG) járata a repülőtér északi részén, Grammatiko falu mellett (Maratónhoz közel) tragikus körülmények között lezuhant. A fedélzeten lévő 115 utas és 6 fős legénység közül senki nem élte túl a szerencsétlenséget. Az áldozatok között magyar állampolgár nem volt.

## Légitársaságok és úticélok
2025-ben a Elefthériosz Venizélosz nemzetközi repülőtérről az alábbi járatok indulnak (Utoljára frissítve: 2025-02-9):
| Légitársaság                  | Célállomások |
| ----------------------------- | --- |
| Aegean Airlines               | Abu-Dzabi, Alexandroupoli, Amman–Queen Alia, Amszterdam, Baku (újrakezdődik 2025 április 14-től), Barcelona, Bejrút (felfüggesztve), Belgrád, Berlin, Bologna, Brüsszel, Bukarest–Otopeni, Budapest, Kairó, Haniá, Chios, Chișinău, Koppenhága, Korfu, Dubai–International, Dublin, Düsseldorf, Edinburgh, Eindhoven, Erbil (kezdődik 2025 február 23-tól), Frankfurt, Genf, Gran Canaria (kezdődik 2025 február 13-tól), Hamburg, Helsinki, Heraklion, Ioannina, Isztambul, İzmir, Jeddah, Kavala, Kefaloniá, Kosz, Krakkó, Lárnaka, Lemnosz, Lisszabon, London–Heathrow, Luxembourg, Madrid, Málta, Manchester, Marrákes, Milánó–Malpensa, München, Mikonosz, Mitilene, Nápoly, Nizza, Oslo, Párizs-Charles de Gaulle repülőtér, Prága, Rodosz, Rijád, Róma–Fiumicino, Számosz, Szantorini, Szkopje, Szófia, Stockholm–Arlanda, Strasbourg, Stuttgart, Tbiliszi, Tel-Aviv, Thessaloniki, Tirana, Tunisz, Velence, Bécs, Varsó–Chopin, Jereván, Zágráb, Zürich Szezonális: Alexandria, Basel/Mulhouse, Bilbao, Bordeaux, Catania, Dubrovnik, Firenze, Hannover, Ibiza, Innsbruck, Kalamata, Lille, Ljubljana, London–Gatwick, Lyon, Málaga, Marseille, Nantes, Olbia, Palermo, Palma de Mallorca, Pisa, Podgorica, Porto, Riga, Sevilla, Szkíathosz, Split, Tallinn, Toulouse, Valencia, Vilnius |
| Aer Lingus                    | Dublin |
| Air Arabia                    | Sharjah |
| Air Canada                    | Szezonális: Montréal–Trudeau, Toronto–Pearson |
| Air China                     | Peking |
| Air Europa                    | Szezonális: Madrid |
| Air France                    | Párizs-Charles de Gaulle repülőtér Szezonális: Marseille, Nizza, Toulouse |
| Air Mediterranean             | Szezonális charter: Benghazi, Damascus |
| Air Serbia                    | Belgrád Szezonális: Niš |
| Air Transat                   | Szezonális: Montréal–Trudeau, Toronto–Pearson |
| airBaltic                     | Riga |
| airHaifa                      | Haifa |
| American Airlines             | Szezonális: Charlotte (kezdődik 2025 június 5-től), Chicago–O'Hare, New York–JFK, Philadelphia |
| Arkia                         | Tel-Aviv |
| Asiana Airlines               | Szezonális charter: Szöul–Incshon |
| Austrian Airlines             | Bécs |
| Bluebird Airways              | Tel-Aviv |
| British Airways               | London–Heathrow |
| Brüsszel Airlines             | Brüsszel |
| Bulgaria Air                  | Szófia |
| Croatia Airlines              | Szezonális: Dubrovnik, Split, Zágráb |
| Cyprus Airways                | Lárnaka |
| Delta Air Lines               | Szezonális: Atlanta, Boston, New York–JFK |
| easyJet                       | Basel/Mulhouse, Bordeaux, Genf, Lisszabon, London–Gatwick, London–Luton, Lyon, Manchester, Milánó–Malpensa, Nápoly, Velence Szezonális: Alicante (kezdődik 2025 március 31-től), Bristol, Edinburgh, Málaga, Nizza, Palma de Mallorca, Párizs–Orly |
| EgyptAir                      | Kairó |
| El Al                         | Tel-Aviv |
| Emirates                      | Dubai–International, Newark |
| Ethiopian Airlines            | Addisz Abeba |
| Etihad Airways                | Abu-Dzabi |
| Eurowings                     | Köln/Bonn, Düsseldorf, Prága, Stuttgart |
| FLYYO                         | Szezonális charter: Tel-Aviv |
| GoTo Fly                      | Forlì |
| Gulf Air                      | Bahrein |
| Iberia                        | Madrid |
| Israir                        | Eilat, Tel-Aviv |
| ITA Airways                   | Róma–Fiumicino |
| Jet2.com                      | Birmingham, London–Stansted, Manchester |
| Juneyao Air                   | Sanghaj-Putung |
| KLM                           | Amszterdam |
| Korean Air                    | Szezonális charter: Szöul–Incshon |
| Kuwait Airways                | Kuwait City |
| LOT                           | Varsó–Chopin |
| Lufthansa                     | Frankfurt, München |
| Middle East Airlines          | Bejrút |
| Neos                          | Tel-Aviv (kezdődik 2025. április 11.) |
| Norse Atlantic Airways        | Szezonális: Los Angeles (kezdődik 2025 június 3-tól), New York–JFK |
| Norwegian                     | Szezonális: Koppenhága, Helsinki, Oslo, Stockholm-Arlanda repülőtér |
| Olympic Air                   | Ikaria, Kárpáthosz, Kythira, Leros, Milos, Naxos, Paros, Szítia, Szkíathosz, Skyros, Zákinthosz |
| Oman Air                      | Maszkat (újrakezdődik 2025 szeptember 1-től) |
| Pegasus Airlines              | Isztambul–Sabiha Gökçen |
| Play                          | Szezonális: Reykjavík–Keflavík |
| Qatar Airways                 | Doha |
| Royal Jordanian               | Amman–Queen Alia |
| Ryanair                       | Bari, Bergamo, Bologna, Budapest, Charleroi, Dublin, Katowice, Lemnosz (kezdődik 2025 május 1-től), London–Stansted, Málta, Milánó–Malpensa, Páfosz, Róma–Fiumicino, Tel-Aviv (újrakezdődik 2025. április 1.), Bécs Szezonális: Berlin, Catania, Haniá, Köln/Bonn, Korfu, Krakkó, London–Luton, Szantorini, Vilnius, Wrocław |
| Saudia                        | Szezonális: Jeddah, Rijád |
| Scandinavian Airlines         | Koppenhága, Stockholm–Arlanda Szezonális: Göteborg, Oslo |
| Scoot                         | Berlin (vége 2025 március 28-tól), Szingapúr |
| Sky Express                   | Alexandroupoli, Amszterdam, Astypalaia, Brüsszel, Haniá, Chios, Korfu, Düsseldorf, Frankfurt, Heraklion, Ikaria, Isztambul, Kalymnos, Kárpáthosz, Kastoria, Kefaloniá, Kithira, Kosz, Kozani, Lárnaka, Lemnosz, London–Gatwick, Milánó–Malpensa, Milos, München, Mikonosz, Mitilene, Naxos, Párizs-Charles de Gaulle repülőtér, Paros, Prága, Rodosz, Róma–Fiumicino, Számosz, Szantorini, Szkíathosz, Szófia, Syros, Tbiliszi, Thessaloniki, Tirana, Bécs, Varsó–Chopin, Jereván, Zákinthosz Szezonális charter: Bratislava |
| SkyUp Airlines                | Chișinău (kezdődik 2025 május 19-től) |
| Swiss International Air Lines | Genf, Zürich |
| TAROM                         | Bukarest–Otopeni |
| Transavia                     | Amszterdam, Eindhoven, Marseille (kezdődik 2025 április 3-tól), Párizs–Orly Szezonális: Lyon, Montpellier, Nantes |
| Turkish Airlines              | Isztambul |
| United Airlines               | Szezonális: Chicago–O'Hare, Newark, Washington–Dulles |
| Universal Air                 | Málta |
| Volotea                       | Bordeaux, Heraklion (vége 2025 március 30-tól), Lyon, Marseille, Nantes, Nápoly, Velence Szezonális: Ancona, Bari, Bilbao, Brest, Cagliari, Dubrovnik, Lille, Palermo, Szantorini, Split, Strasbourg, Toulouse, Verona |
| Vueling                       | Barcelona |
| Wizz Air                      | Abu-Dzabi, Bukarest–Otopeni, Budapest, Katowice, Kutaisi, Lárnaka, London–Gatwick, London–Luton, Milánó–Malpensa, Tel-Aviv, Tirana, Velence (kezdődik 2025 március 31-től) |
| World2Fly                     | Szezonális charter: Madrid (kezdődik 2025 június 13-tól) |

## Megközelítés

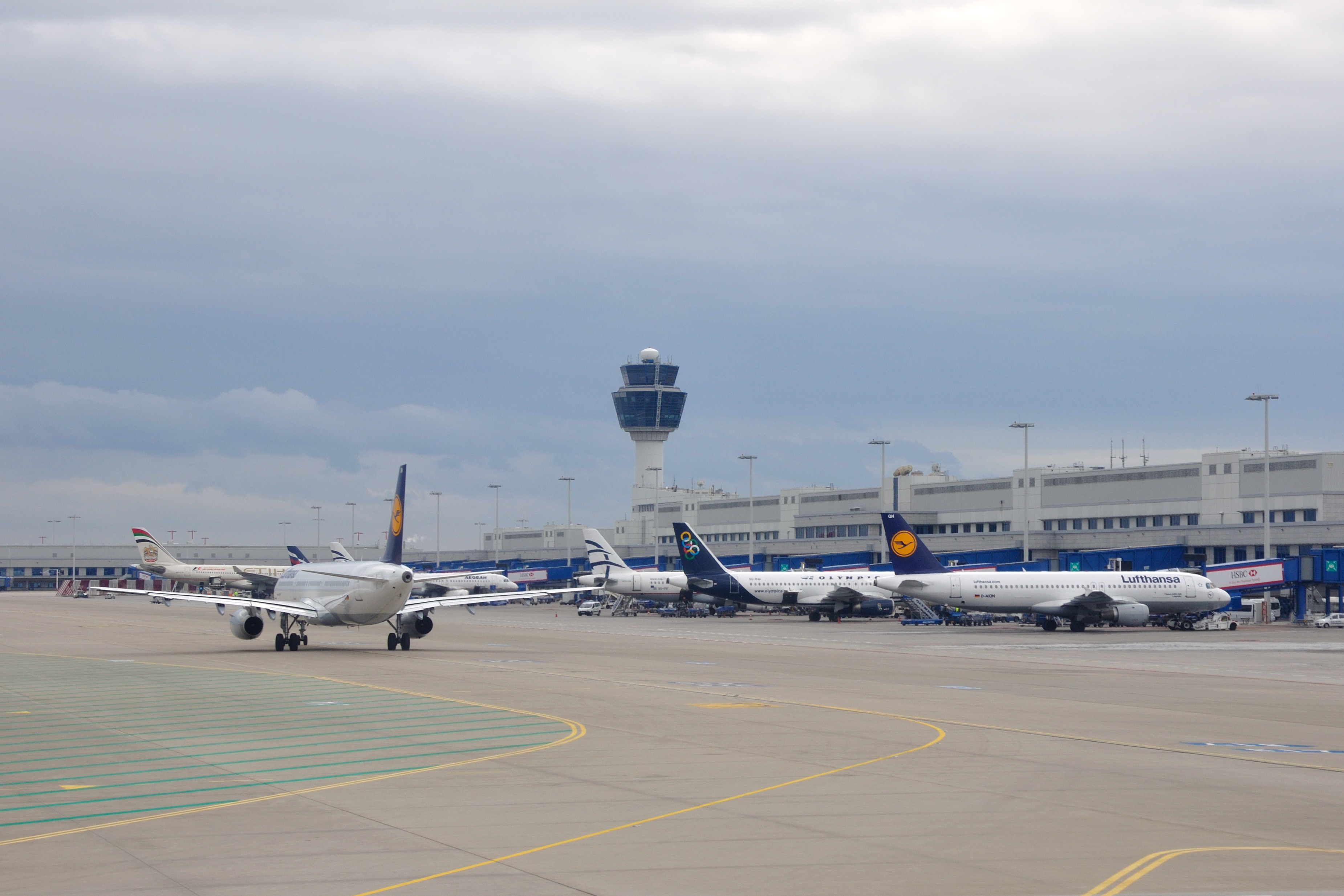
Terminal és ATC

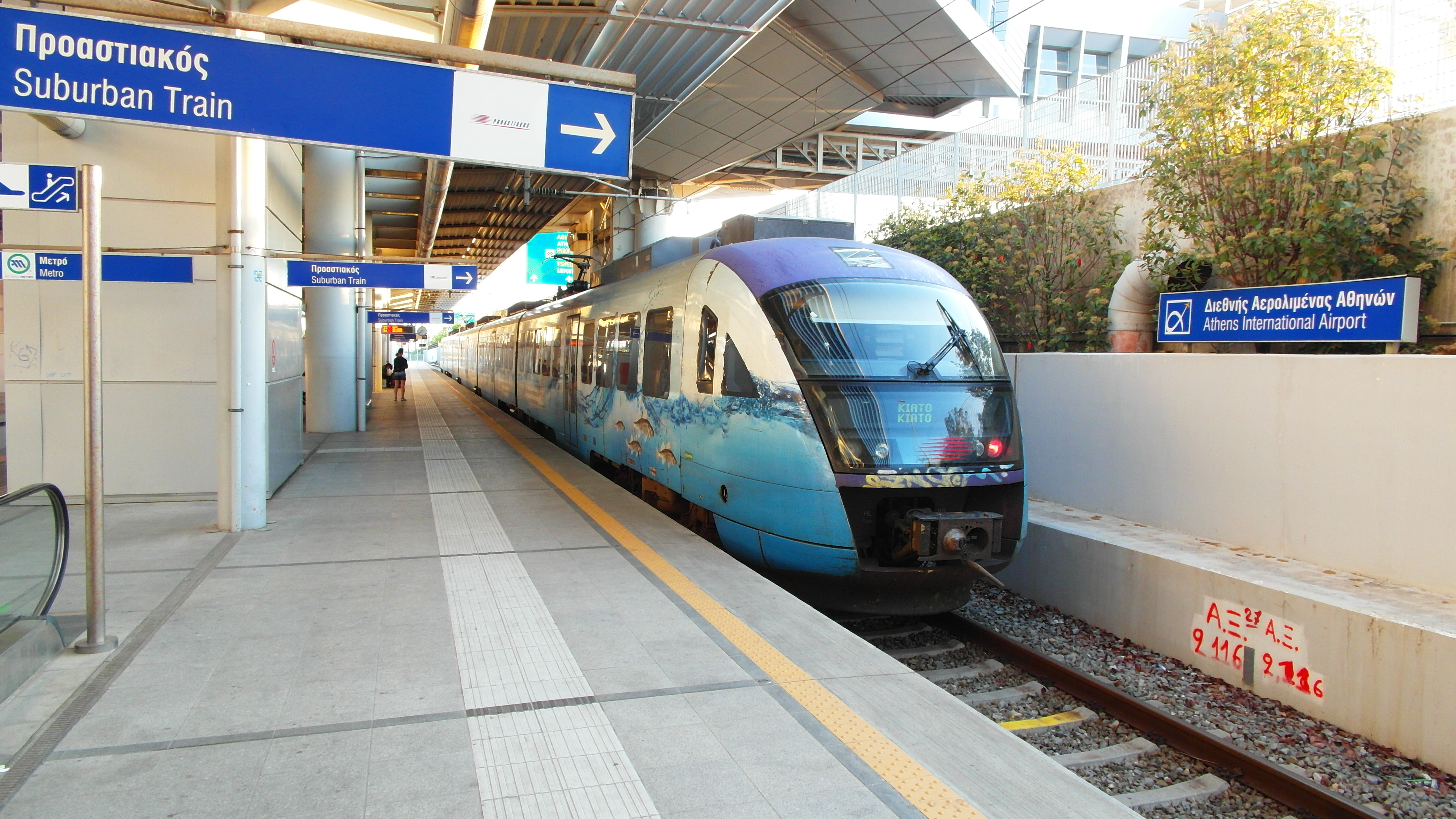

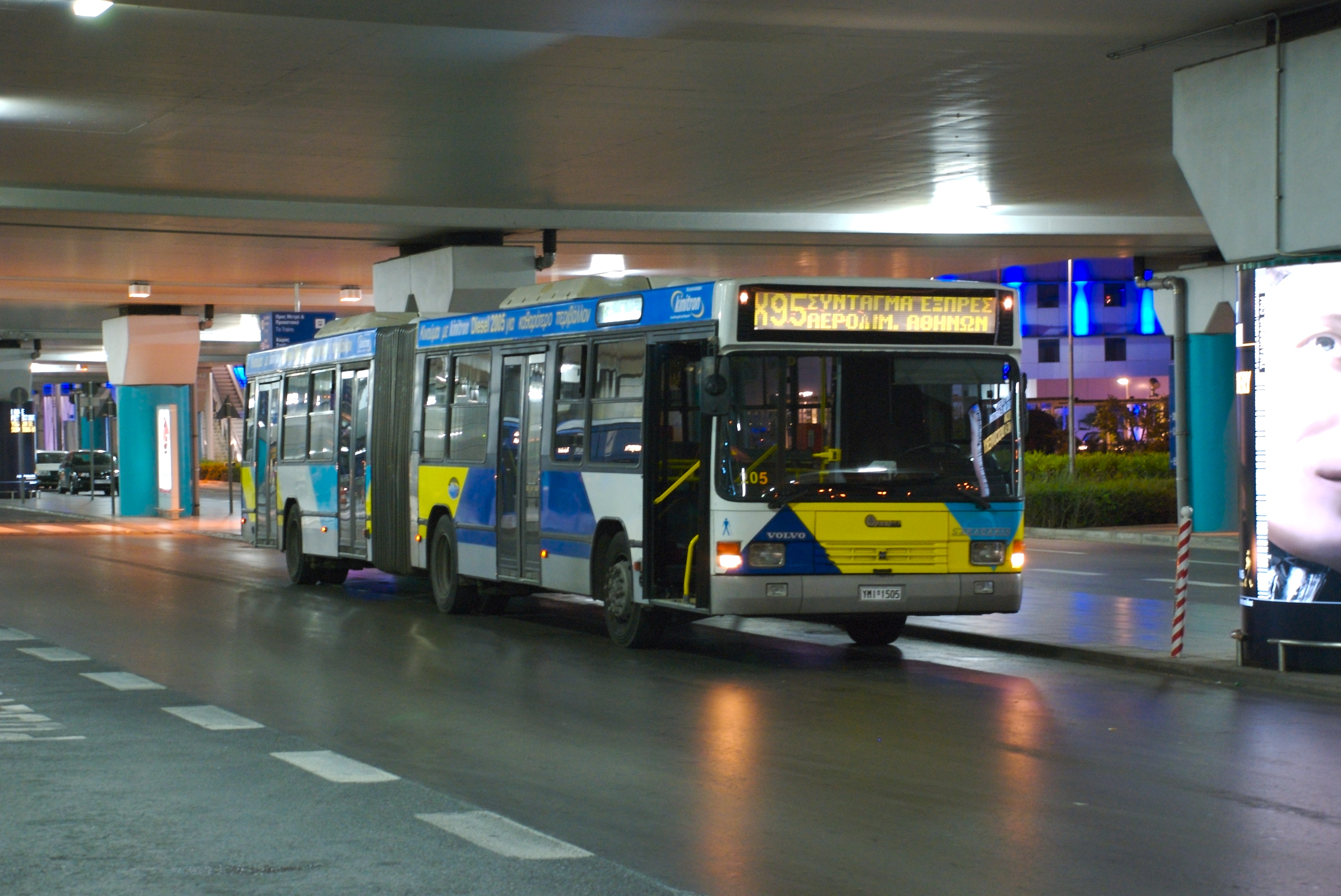

- Vasúton és Metrón   Elővárosi vasút (Proastiakos) egyik végállomása és a athéni 3-as metró végállomása a repülőtéren van;
- Busz  X93 -as busz a Kifissou-i Távolsági buszpályaudvarral (KTEL) van összeköttetésben. X95 -ös busz Athén központi Szintagma terére X96-os busz Pireászi kikötővel van összeköttetésben X97-es busz a Ellininiko metroállomással van összeköttetésben;
- Autóval  A6-os Attiki odos-on azaz athéni elkerülő úton keresztül közelíthető meg.